# 948 Jucunda
948 Jucunda
948 Jucunda là một tiểu hành tinh bay quanh Mặt Trời.